# Anàlisi de cost-efectivitat
L'anàlisi de cost-efectivitat o, senzillament, anàlisi cost-efectivitat (CEA) és una forma d'anàlisi econòmica que compara la despesa relativa (cost) i els resultats (efectes) de dos o més vies d'acció. L'anàlisi cost-efectivitat se fa servir sovint on una anàlisi cost-benefici és inapropiada p. ex. si el problema és determinar com complir millor amb un requeriment legal.

## CEA a la gestió d'actius d'infraestructura
L'anàlisi cost-efectivitat és sovint fet servir en Gestió d'actius d'infraestructura en comptes de l'anàlisi cost-benefici on l'objectiu és mantenir l'estàndard de servei existent. El reemplaçament o la renovació d'un actiu d'infraestructura és un bon exemple d'això.
En efecte, els beneficis obtinguts es mantenen a un estàndard de servei determinat, i diverses opcions per a assolir aquest estàndard de servei són comparades, amb el mètode menys costós identificat com a l'opció preferida.
L'ús de CEA se suportat pels beneficis identificats al pla de gestió d'actius on el cost de tota la vida és també detallat. Així, al pla de gestió d'actius es posa un indicatiu de la relació cost-benefici perquè actius individuals siguin justificats com a part d'un sistema de béns. Això dona un marc de treball per a l'ús segur de CEA per a actius individuals.

## CEA en farmacoeconomia
En el context de la farmacoeconomia, el cost-efectivitat d'una teràpia o d'una intervenció preventiva és la relació entre el cost de la intervenció i la mesura rellevant del seu efecte. El cost fa referència als recursos gastats per a la intervenció, habitualment mesurats en termes monetaris com ara euros. La mesura dels efectes depèn de la intervenció que es consideri. Per exemple el nombre de persones curades d'una malaltia, la reducció de mm Hg en pressió sanguínia diastòlica i el nombre de dies sense símptomes experimentats pel pacient. La selecció de la mesura d'efecte apropiada hauria de basar-se en un judici clínic basat en el context de la intervenció considerada.
Un cas especial de CEA és l'anàlisi cost-utilitat, on els efectes són mesurats en termes d'anys de plena salut viscuts.
El cost-efectivitat és típicament expressat com una relació incremental cost-efectivitat (ICER), la relació entre el canvi en costos i el canvi en efectes.